# Китиняно
Китиня̀но (на италиански: Chitignano) е село и община в централна Италия, провинция Арецо, регион Тоскана. Разположено е на 582 m надморска височина. Населението на общината е 951 души (към 2010 г.).